# Blånäbbad fetärna
Blånäbbad fetärna (Gygis candida) är en vadarfågel i familjen måsfåglar.

## Utbredning och systematik
Fågeln delas in i två underarter, med följande utbredning:
- Gygis alba candida – häckar i Seychellerna och Maskarenerna genom Indiska oceanen till sydcentrala och östcentrala Stilla havet, inklusive Norfolkön, Kermadecöarna, Karolinerna, Hawaiiöarna, Clipperton utanför västra Mexiko, Isla del Coco (Costa Rica och troligen Malpelo utanför västra Colombia
- Gygis alba leucopes – häckar på Henderson Island och Pitcairn Island i sydöstra Stilla havet

Den kategoriserades tidigare som del av Gygis alba, men gavs artstatus 2022 av Birdlife International och IUCN, 2025 även av AviList.

## Status och hot
Arten har ett stort utbredningsområde och tros öka i antal. Beståndet uppskattas till mellan 50 000 och 100 000 vuxna individer. Internationella naturvårdsunionen IUCN kategoriserar den som livskraftig (LC).